# Devillea tuberculata
Devillea tuberculata är en mångfotingart som beskrevs av Henri W. Brölemann 1902. Devillea tuberculata ingår i släktet Devillea och familjen Xystodesmidae. Inga underarter finns listade i Catalogue of Life.